# Antwerpse diamantroof
De Antwerpse diamantroof, ook wel de "diamantroof van de eeuw" genoemd, is de grootste diamantroof ooit en een van de grootste berovingen in de geschiedenis. De roof vond plaats in Antwerpen, België, tijdens het weekend van 15 en 16 februari 2003. De diefstal werd georkestreerd door Leonardo Notarbartolo, een Italiaanse edelstenendief, die de roof samen met vier anderen uitvoerde. De dieven stalen losse diamanten, goud, zilver en andere soorten sieraden ter waarde van meer dan $100 miljoen. Hoewel enkele daders werden gearresteerd, is een groot deel van de buit nooit teruggevonden.

## Locatie
De kluis waarin de diamanten zich bevonden, ligt twee verdiepingen onder de begane grond van het zwaarbewaakte Diamond Centre in de Antwerpse diamantwijk. De kluis werd beschermd door meerdere beveiligingsmechanismen, waaronder een combinatieslot met 100 miljoen mogelijke combinaties, een magnetisch slot waarvan het magnetische veld een alarm kon activeren, infrarood-hittedetectoren, een seismische sensor en een dopplerradar. Het gebouw zelf beschikte over particuliere beveiligers.

## De diamantroof

### Aanloop
Leonardo Notarbartolo had reeds op voorhand een schaars ingericht kantoor gehuurd in het Antwerp World Diamond Center. Daar deed hij zich voor als een Italiaanse diamanthandelaar, waardoor hij 24 uur per dag toegang tot een privékluisje in de kluisruimte onder het gebouw kreeg.
Volgens Notarbartolo zelf werd hij aangesproken door een van zijn klanten, een Joodse diamanthandelaar, die hem een grote som geld bood als hij de vraag kon beantwoorden of het mogelijk was in de kluisruimte onder het Diamond Centre in te breken. Hoewel Notarbartolo zelf meende van niet, was hij toch bereid de kluisruimte te verkennen en fotograferen. Uiteindelijk werd hij er door de diamanthandelaar ook toe overgehaald om samen met een aantal anderen te proberen het Diamond Center te beroven.

### Voorbereiding
De roof vergde achttien maanden van voorbereiding. De bende gebruikte uiteenlopende methoden om de beveiligingssystemen te omzeilen. Onderzoekers zijn lang onzeker geweest over de manier waarop ze erin waren geslaagd toegang te krijgen zonder de vele beveiligingssystemen in werking te stellen.
De bende voerde eerst voorverkenningen uit, waarbij camerapennen werden gebruikt om foto's te maken van het Diamond Centre en de kluis. Notarbartolo's frequente bezoeken als zogenaamde diamanthandelaar zorgden ervoor dat de beveiliging aan zijn aanwezigheid gewend raakte en dus laks werd.
Een kleine camera werd door de bende boven de kluisdeur verborgen en was moeilijk te zien wanneer de plafondverlichting aan was. Via de camera observeerden de dieven hoe bewakers de deur openden en konden zij de gebruikte cijfercombinatie registreren. Vervolgens zond de camera zijn gegevens uit naar een ontvanger, die de bende had verborgen in een gewoon uitziende brandblusser in een nabijgelegen opslagruimte. De brandblusser was volledig functioneel maar had een waterdichte holte waarin elektronica was verstopt om de gegevens van de camera te ontvangen.
De bende zou hebben geoefend op een replica van de kluisruimte op ware grootte, nagebouwd op basis van de foto's die Notarbartolo had aangeleverd.
De dag voor de inbraak bezocht Notarbartolo de kluis onder zijn gebruikelijke mom. Terwijl hij binnen was, spoot hij snel vrouwenhaarlak op de thermische bewegingssensoren (nadat hij de nodige beweging had geoefend voor een snelle spray), omdat de olie uit het product transparant was maar de sensor tijdelijk zou isoleren van thermische schommelingen in de kamer en de sensor alleen zou worden geactiveerd als het zowel warmte als beweging detecteerde. Dit zou lang volstaan om de sensor te blokkeren, maar was niet permanent, dus de groep gebruikte het als een tijdelijke maatregel totdat ze het sensorsysteem volledig konden uitschakelen. Hoewel de beveiligingscamera zijn handelingen vastlegde, was de bewaker gewend aan zijn bezoeken en lette hij niet op.

### Uitvoer
Notarbartolo bleef tijdens de roof op 15 en 16 februari in een nabijgelegen vluchtvoertuig, luisterend naar een politiescanner, klaar om te vertrekken wanneer de rest van de groep de klus geklaard had.
Het team droeg plastic handschoenen om vingerafdrukken te voorkomen. Om het grote aantal beveiligingscamera's in het gebied rond de bank te vermijden, heeft de "King of Keys" het slot geforceerd van een verlaten kantoorgebouw dat grenst aan het Diamond Centre, omdat het een privétuin deelde met het Diamond Centre dat niet onder videobewaking stond.
De tuin gaf toegang tot een ladder om het Diamond Centre binnen te komen. Een infraroodsensor bewaakte het terras, maar de "Genius" gebruikte een groot, zelfgemaakt polyester schild om zijn lichaamswarmte te verbergen toen hij de sensor naderde en het schild ervoor plaatste, zodat deze de groep niet kon detecteren. Vervolgens schakelde hij een alarm op de ramen van het balkon uit.
Eenmaal binnen geraakt kwam de groep terecht in de voorkamer. De beveiliging had onoplettend de lichten uitgedaan, waardoor de beveiligingscamera's niets konden registreren. Deze beveiligingscamera's werden bedekt met zwarte plastic zakken zodat de groep de lichten kon aandoen.
De kluisdeur had een magnetisch slot dat uit twee platen bestond, die een magnetisch veld veroorzaakten. Als de deur openging, brak het veld en veroorzaakte het een alarm. De "Genius" overwon dit door een op maat gemaakte aluminium plaat te gebruiken, waarop hij aan één kant stevig dubbelzijdig plakband bevestigde. Vervolgens plakte hij de plaat op de twee bouten en schroefde ze los. Terwijl de platen los zaten van de muur waren gemaakt, stonden ze nog steeds naast elkaar en genereerden ze een magnetisch veld, waardoor het alarm niet afging. De platen werden uit de weg gedraaid en met tape aan de muur van de voorkamer vastgeplakt.
De "King of Keys" had videobeelden gebruikt om met succes een duplicaat te maken van de bijna onmogelijk te dupliceren, dertig centimeter lange kluissleutel. Hij  besloot op onderzoek uit te gaan. In de niet-afgesloten kamer vond hij de echte sleutel van de kluis. Hij besloot de originele sleutel te stelen, omdat dit ervoor zou zorgen dat de fabrikanten van de kluis niet zouden beseffen dat de sleutel gedupliceerd kon worden. De politie kreeg pas kennis van het feit dat er een duplicaat was gemaakt nadat Notarbartolo het voorkomen ervan had onthuld. De groep deed de lichten van de voorkamer uit voordat ze de kluisdeur opende om te voorkomen dat de lichtsensoren in de kluis iets zouden registreren.
Nadat de"King of Keys" het slot van de interne poort had opgepakt, liep het "Monster", werkend in het donker, naar het midden van de kamer (nadat hij het aantal treden in de replica had geoefend), reikte naar het plafond en duwde een paneel naar achteren. Hij lokaliseerde de inkomende en uitgaande draden van het beveiligingssysteem. Als een sensor zou activeren of kapot zou gaan, zou het circuit breken en het alarm activeren. Om dit te voorkomen, stripte het Monster zorgvuldig de plastic coating van de draden en bevestigde een stuk nieuw draad aan de blootliggende koperen bedrading, waardoor het circuit werd omgeleid en ervoor werd gezorgd dat het niet relevant was als de sensoren zouden worden geactiveerd.
Warmtesensoren werden verblind met piepschuimdozen en lichtsensoren werden overgetrokken met tape. De mannen werkten in het donker, nadat ze de indeling van de kluis uit hun hoofd hadden geleerd. Af en toe deden ze even hun lichten aan om hun boormachine boven de sleutelkastjes te plaatsen. De "King of Keys" gebruikte een handbediende krik om de sloten van elk van de kluisjes kapot te maken. De inhoud werd vervolgens in plunjezakken geleegd.
Om 05.30 uur waren ze klaar en vertrokken ze, waarna ze terugkeerden naar het kantoorgebouw (een proces dat bijna een uur duurde vanwege de nood voor voorzichtigheid). Vervolgens stopten ze de tassen met gestolen goederen in de auto van Notarbartolo, die daarna alleen naar hun appartement reed terwijl de mannen er te voet naartoe gingen.
Tijdens de roof hadden Notarbartolo en zijn handlangers de beveiligingsbeelden gestolen om hun identiteit te verbergen. Ruim 123 van de 160 kluisjes werden opengebroken, elk van staal en koper en voorzien van zowel een sleutelslot als een combinatieslot.

### Gemaakte fout
De groep werd betrapt nadat Notarbartolo en "Speedy" het bewijsmateriaal van hun plannen gingen opruimen, met het plan om het in Frankrijk te verbranden. "Speedy" raakte in paniek bij het vooruitzicht dergelijk belastend bewijsmateriaal te vervoeren en stond erop dat ze het in een nabijgelegen bos bij Brussel zouden dumpen. Speedy kreeg echter een paniekaanval en gooide het bewijsmateriaal weg in plaats van het te verbranden. Notarbartolo was bezig zijn eigen bewijsmateriaal te verbranden en toen hij ontdekte wat Speedy had gedaan, besloot hij dat het te lang zou duren om alles te verzamelen en dat ze moesten vertrekken, in het vertrouwen dat niemand het bewijs zou vinden. Een lokale jager was eigenaar van het land en belde de politie toen hij het afval de volgende dag vond (in de overtuiging dat het veroorzaakt was door lokale tieners met wie hij eerder ruzie had gehad). Toen hij vertelde dat een deel van het afval bestond uit enveloppen van het Antwerpse Diamantcentrum, ging de politie meteen op onderzoek uit. Dit bewijsmateriaal was voldoende om de politie naar het appartement te leiden waar de dieven verbleven. Uiteindelijk konden ze Notarbartolo identificeren op basis van beveiligingsbeelden van een nabijgelegen supermarkt, waar hij vlak voor de inbraak een broodje had gekocht. Het bonnetje voor het broodje vond de politie namelijk in het appartement.

## Daders
De diefstal werd uitgevoerd door een team van ten minste vijf man onder leiding van Leonardo Notarbartolo, een professionele dief.
Notarbartolo gaf bijnamen op voor de andere teamgenoten tijdens interviews. Hoewel een aantal medeplichtigen werden gearresteerd, wilde Notarbartolo niet zeggen welke persoon aan welke bijnaam verbonden was:
- Speedy - beschreven als een angstige en paranoïde man, hij was een oude vriend van Notarbartolo en was degene die verantwoordelijk was voor het verspreiden van het afval in het bos. Hoogstwaarschijnlijk de alias van Pietro Tavano.
- Het Monster - beschreven als een lange, gespierde man, hij was blijkbaar een ervaren lockpicker, elektricien, monteur en chauffeur en was erg sterk. Hoogstwaarschijnlijk de alias van Ferdinando Finotto.
- The Genius - specialist in alarmsystemen. Hoogstwaarschijnlijk de alias van Elio D'Onório, een elektronica-expert waarvan bekend is dat hij reeds betrokken was bij een reeks overvallen.
- The King of Keys - een oudere man, hij werd beschreven als een van de beste sleutelvervalsers ter wereld. Zijn ware identiteit is onbekend en hij blijft het enige lid van de bemanning dat aan aanhouding door de politie ontsnapt.

Notarbartolo werd schuldig bevonden aan het orkestreren van de roof. Hij wordt beschouwd als de leider van een bende Italiaanse dieven genaamd "La Scuola di Torino" (de school van Turijn), die de misdaad hebben gepleegd. Hij werd in 2005 door het hof van beroep van Antwerpen veroordeeld tot 10 jaar gevangenisstraf, maar werd sindsdien voorwaardelijk vrijgelaten in 2009. In 2011 werd een Europees aanhoudingsbevel tegen hem uitgevaardigd, nadat bleken was dat hij zijn voorwaarden voor vrijlating had geschonden. Een van deze voorwaarden was dat hij de slachtoffers van de roof moest compenseren, wat hij nooit heeft geprobeerd. Als gevolg hiervan werd hij in 2013 opnieuw gearresteerd op de luchthaven Charles De Gaulle in Parijs tijdens een tussenstop van de Verenigde Staten naar Turijn, en moest hij de rest van zijn gevangenisstraf uitzitten tot 2017.
Tavano, D'Onorio en Finotto kregen elk vijf jaar gevangenisstraf.
Notarbartolo's vrouw, Adriana Crudo, en Antonino Falletti werden berecht, en Falletti's Nederlandse vrouw Judith Zwiep werd gearresteerd.

## Vermeende aanleiding
Notarbartolo zei in een interview met het tijdschrift Wired dat een diamanthandelaar hen had ingehuurd voor de roof. Hij beweerde verder dat ze feitelijk voor ongeveer € 18 miljoen aan buit hadden gestolen, en dat de roof deel uitmaakte van verzekeringsfraude. Iemand die op de hoogte was van de bestaande diamantoof had de diamanten kunnen meenemen en vervolgens de verzekering daarop kunnen claimen, en zo voordeel kunnen halen uit de verzekeringsfraude.
Vanwege het feit dat de kluis zelf onverzekerd was, aangezien de verzekeringsmaatschappij de beveiligingsgebreken besefte en er nooit een verzekeringspolis voor zou hebben gegeven, was er feitelijk heel weinig verzekeringsgeld mee gemoeid, wat twijfel doet rijzen over zijn verhaal.